# Медоулендс (тауншип, Миннесота)
Медоулендс (англ. Meadowlands) — тауншип в округе Сент-Луис, Миннесота, США. На 2000 год его население составило 315 человек.

## География
По данным Бюро переписи населения США площадь тауншипа составляет 156,6 км², из которых 155,0 км² занимает суша, а 1,5 км² — вода (0,98 %).

## Демография
По данным переписи населения 2000 года здесь находились 315 человек, 128 домохозяйств и 92 семьи.  Плотность населения —  2,0 чел./км².  На территории тауншипа расположено 165 построек со средней плотностью 1,1 построек на один квадратный километр. Расовый состав населения: 96,19 % белых, 1,90 % коренных американцев и 1,90 % приходится на две или более других рас.
Из 128 домохозяйств в 30,5 % воспитывались дети до 18 лет, в 54,7 % проживали супружеские пары, в 7,8 % проживали незамужние женщины и в 28,1 % домохозяйств проживали несемейные люди. 23,4 % домохозяйств состояли из одного человека, при том 8,6 % из — одиноких пожилых людей старше 65 лет. Средний размер домохозяйства — 2,46, а семьи — 2,90 человека.
25,1 % населения — младше 18 лет, 6,7 % — в возрасте от 18 до 24 лет, 29,5 % — от 25 до 44, 24,4 % — от 45 до 64, и 14,3 % — старше 65 лет. Средний возраст — 39 лет. На каждые 100 женщин приходилось 138,6 мужчин.  На каждые 100 женщин старше 18 приходилось 136,0 мужчин.
Средний годовой доход домохозяйства составлял 31 250 долларов, а средний годовой доход семьи —  35 250 долларов. Средний доход мужчин —  34 286  долларов, в то время как у женщин — 30 000. Доход на душу населения составил 16 321 доллар. За чертой бедности находились 9,3 % семей и 12,4 % всего населения тауншипа, из которых 18,4 % младше 18 и 9,3 % старше 65 лет.